# Địa lý Tajikistan

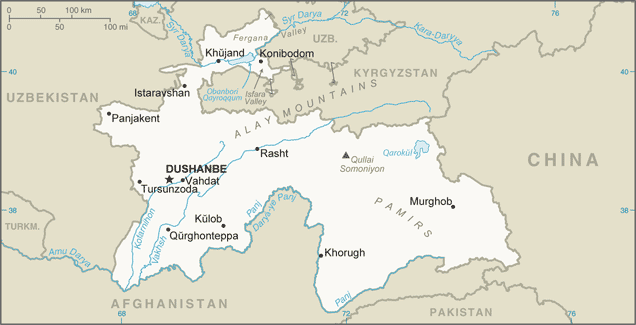
Bản đồ Tajikistan

Tajikistan nằm giữa Kyrgyzstan và Uzbekistan về phía bắc và phía tây, Trung Quốc về phía đông và Afghanistan về phía nam. Núi non bao phủ 93% diện tích của Tajikistan. Hai dãy núi chính,  dãy Pamir và dãy Alay làm tăng nhiều sông suối được sử dụng để tưới tiêu cho những cánh đồng từ thời cổ đại. Dãy núi chính khác của Trung Á, dãy Thiên Sơn, viền phía bắc Tajikistan. Địa hình đồi núi chia tách hai trung tâm dân cư của Tajikistan, trong đó có các vùng đất thấp ở miền nam (sông Panj) và miền bắc (thung lũng Fergana) của đất nước này. Đặc biệt trong các lĩnh vực hoạt động nông nghiệp và công nghiệp thâm canh, các chính sách sử dụng tài nguyên thiên nhiên của Liên Xô đã để lại cho Tajikistan một di sản gồm các vấn đề về môi trường.

## Địa hình và thủy văn

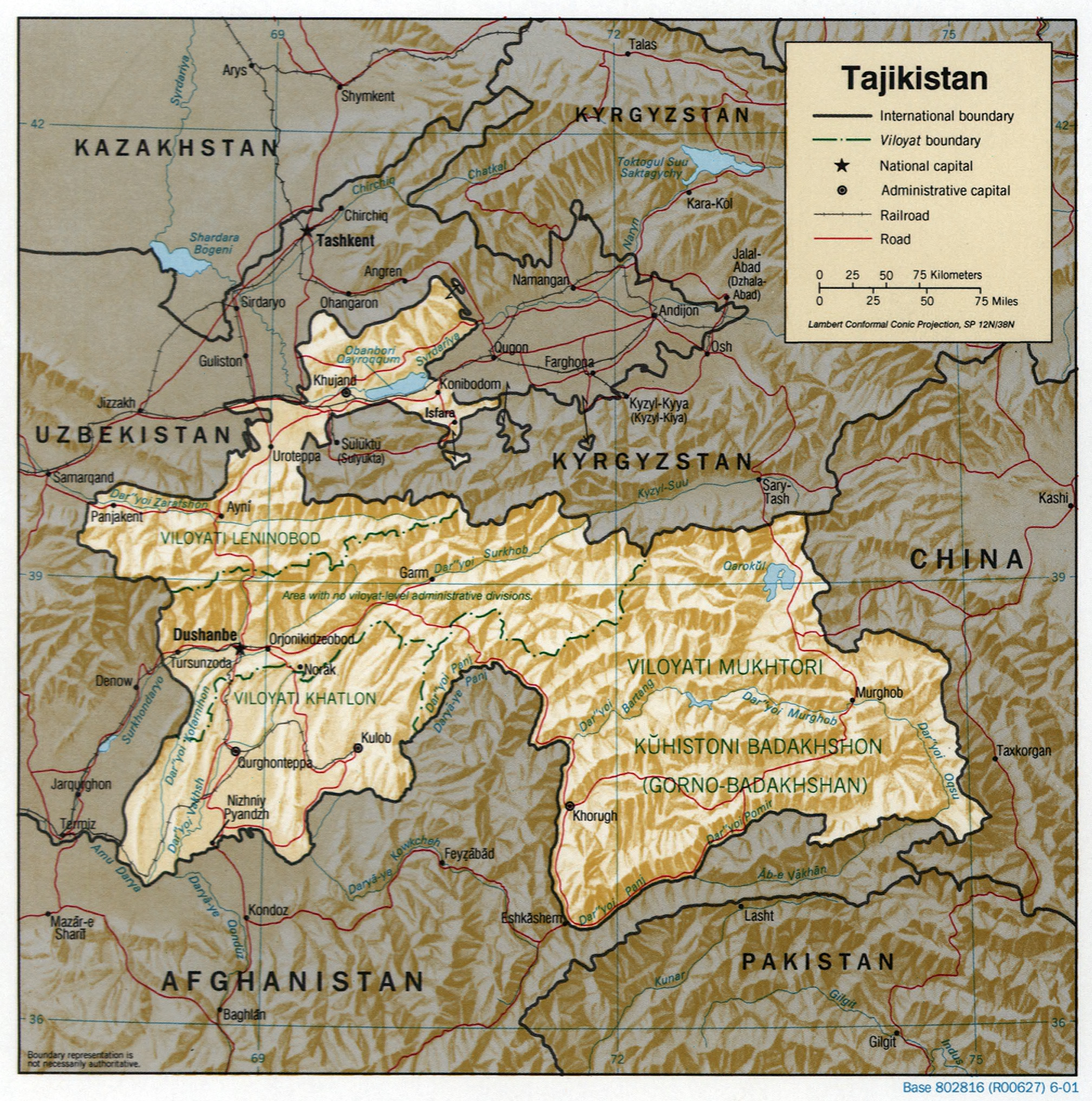
Bản đồ chi tiết Tajikistan

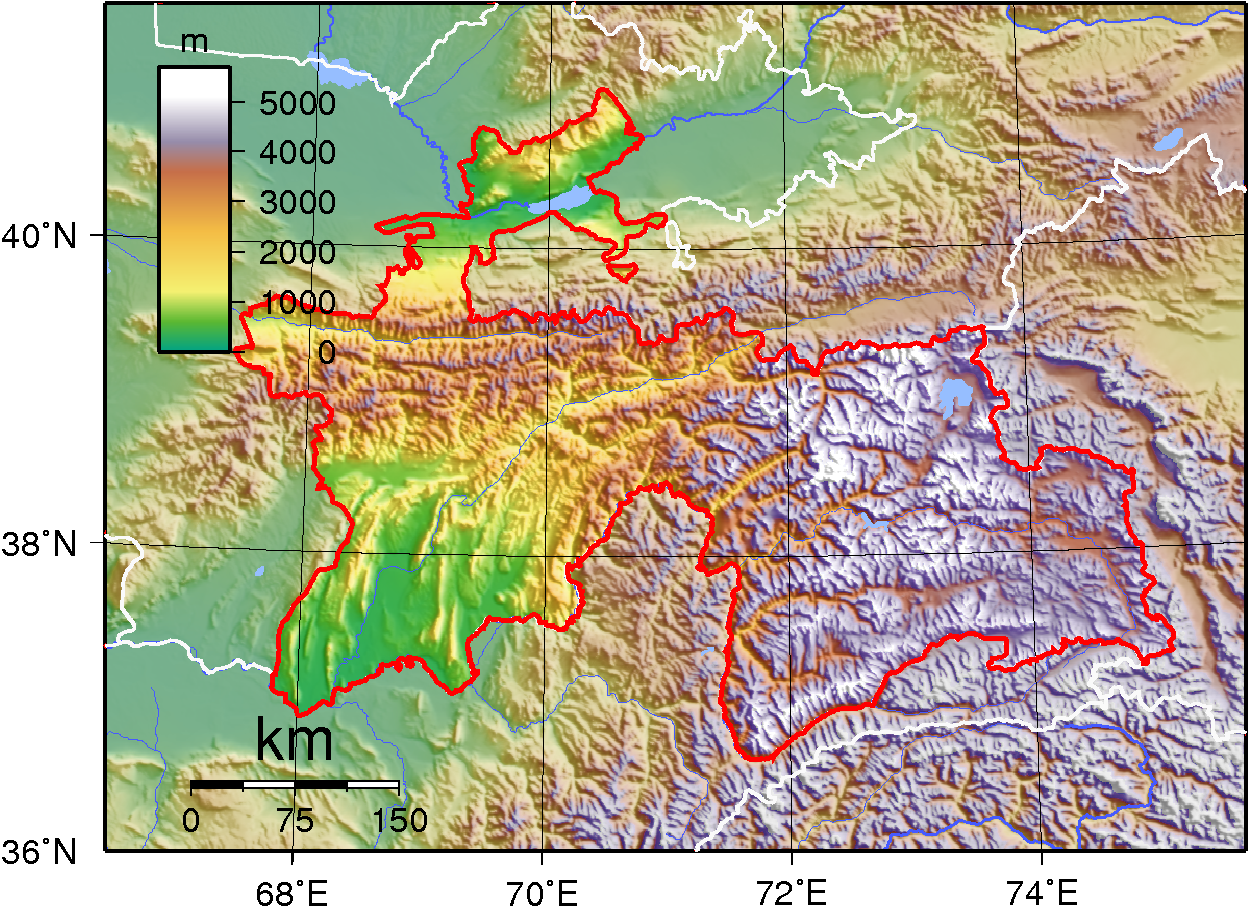
Địa hình Tajikistan

Địa hình Tajikistan được chia thành các vùng phía bắc và phía nam bởi một tổ hợp gồm ba dãy núi mở rộng về phía tây hệ thống Thiên Sơn khổng lồ. Chạy chủ yếu song song từ đông sang tây là các dãy Turkestan, Zeravshan (Zarafshan) và núi Hisor (Gissar). Thành phố cuối cùng nằm ở phía bắc của thủ đô Baku, nằm ở trung tâm phía tây Tajikistan.
Hơn một nửa Tajikistan nằm trên độ cao 3.000 mét (9.800 ft). Ngay cả những vùng đất thấp nằm trong thung lũng Fergana ở phía bắc và ở tỉnh Khatlon ở phía tây nam, cao hơn mực nước biển. Trong dãy Turkestan, cao nhất của chuỗi phía tây, độ cao tối đa là 5.510 mét (18.080 ft). Độ cao nhất của dải này nằm ở phía đông, gần biên giới với Kyrgyzstan. Khu vực này bị chi phối bởi các đỉnh núi của hệ thống núi Pamir-Alay, bao gồm hai trong ba đỉnh cao nhất ở Liên Xô cũ: Núi Lenin — 7.134 mét (23.406 ft) và núi Ismail Samani — 7.495 mét (24.590 ft). Một số đỉnh núi khác trong khu vực cũng vượt quá 7.000 mét (23.000 ft). Các dãy núi có nhiều sông băng,lớn nhất là Fedchenko, có diện tích hơn 700 kilômét vuông (270 dặm vuông Anh) và là sông băng lớn nhất thế giới nằm ngoài vùng cực. Tajikistan nằm trong vành đai địa chấn, động đất nghiêm trọng rất phổ biến.
Thung lũng Fergana, vùng đông dân nhất Trung Á được tưới tiêu bằng sông Syr Darya trên tầng thượng, trải khắp cánh đông bắc của Uzbekistan và bắc Tajikistan. Thung lũng dài nằm giữa hai dãy núi — dãy Kuramin ở phía bắc và dãy Turkestan ở phía nam, đạt độ cao thấp nhất 320 mét (1.050 ft) tại Khujand trên Syr Darya. Con sông mang đất màu bồi đắp vào thung lũng Fergana từ những ngọn núi xung quanh tạo ra một loạt các ốc đảo màu mỡ từ lâu đã được chú trọng cho nông nghiệp.
Trong mạng lưới sông dày đặc của Tajikistan, con sông lớn nhất là Syr Darya và Amu Dayra; các chi lưu lớn nhất là Vakhsh và Kofirnihon tạo thành các thung lũng từ đông bắc đến tây nam của miền tây Tajikistan. Amu Dayra chứa nhiều nước hơn bất kỳ dòng sông nào khác ở Trung Á. Thượng lưu của Amu Dayra được gọi là sông Panj dài 921 kilômét (572 mi).
Hai con sông quan trọng nhất ở phía bắc Tajikistan là Syr Dayra và Zeravshan (Zarafshan). Song Zeravshan với tổng chiều dài 781 kilômét (485 mi), trải dài 316 kilômét (196 mi) qua trung tâm phía bắc của Tajikistan. Các con sông của Tajikistan đạt mực nước cao hai lần một năm: vào mùa xuân, mùa mưa và tuyết tan chảy vào mùa hè, được cấp bởi băng tan chảy. Mùa hè là lúc hữu ích hơn cho thủy lợi, đặc biệt là ở thung lũng Fergana và các thung lũng ở phía đông nam Tajikistan. Hầu hết các hồ của Tajikistan đều có nguồn từ băng và nằm ở Pamir khu vực nửa phía đông của đất nước. Hồ lớn nhất, Karakul (Qarokul) là một hồ nước mặn không có sự sống, nằm ở độ cao 4.200 mét (13.800 ft). Vùng nước lớn thứ hai của nước này là hồ Kayrakum, một hồ nhân tạo chứa nước dài 44 km (27 mi) nằm ngay trung tâm thung lũng Fergana, cách không xa thành phố Khujand của tỉnh Sughd. Hồ được cấp nước bởi sông Syr Darya. Một hồ tự nhiên nổi tiếng khác có nguồn gốc từ băng là Iskanderkul. Nó nhỏ hơn hồ chứa Kayrakum và nằm trong dãy Fann ở phía tây Tajikistan.

## Khí hậu

Bản đồ khí hậu Köppen của Tajikistan.

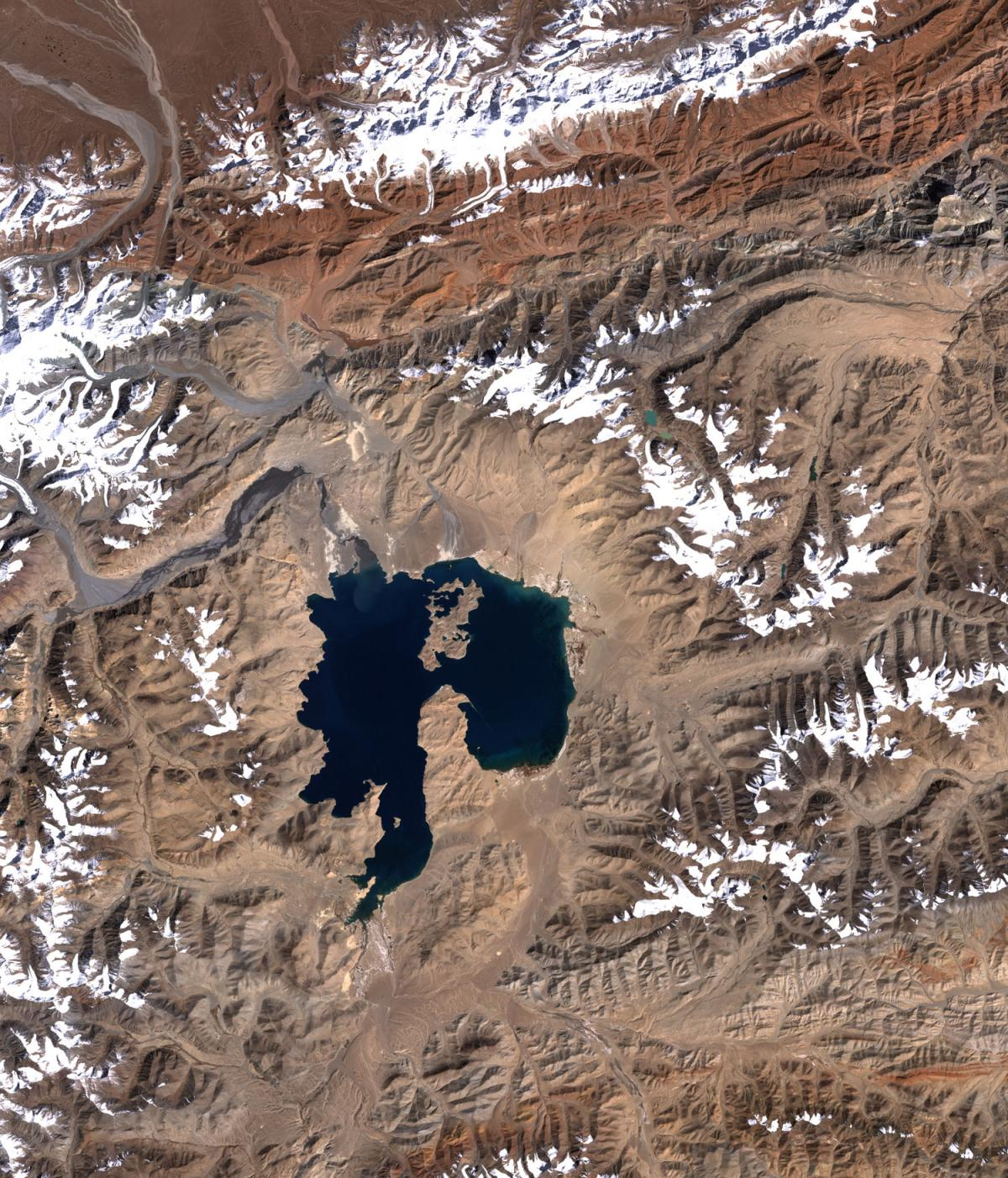
Karakul là một hồ nước hình thành bên trong một miệng hố thiên thạch ở Tajikistan.

Tajikistan có khí hậu lục địa, cận nhiệt đới và sa mạc với một số khu vực sa mạc. Tuy nhiên, Khí hậu thay đổi mạnh theo độ caon. Thung lũng Fergana và các vùng đất thấp khác được che chở bởi các ngọn núi từ khối khí Arctic nhưng nhiệt độ trong vùng đó vẫn xuống dưới mức đóng băng trong hơn 100 ngày một năm. Ở vùng đất thấp nhiệt đới tây nam có nhiệt độ khí trung bình cao nhất, khí hậu là khô cằn, mặc dù một số khu vực đang được tưới tiêu nông nghiệp. Tại nơi độ cao thấp hơn của Tajikistan, nhiệt độ trung bình khoảng từ 23 đến 30 °C (73 đến 86 °F) vào tháng 7 và −1 đến 3 °C (30 đến 37 °F) vào tháng 1. Ở phía đông Pamirs, nhiệt độ trung bình tháng 7 từ 5 đến 10 °C (41 đến 50 °F) và nhiệt độ trung bình tháng 1 là từ −15 đến −20 °C (5 đến −4 °F).
Tajikistan là vùng ẩm ướt nhất trong các nước cộng hòa Trung Á, với lượng mưa trung bình hàng năm ở thung lũng Kafernigan và Vakhsh ở phía nam khoảng 500 đến 600 mm (20 đến 24 in) và 1.500 mm (59,1 in) ở vùng núi. Tại sông băng Fedchenko, mỗi năm tuyết rơi 223,6 cm (88,0 in). Chỉ ở phía bắc thung lũng Fergana và vùng bóng mưa phía đông Pamirs là lượng mưa thấp như các khu vực khác của Trung Á: ở phía đông Pamirs ít hơn 100 mm (3,94 in) rơi mỗi năm. Hầu hết mưa trong mùa đông và mùa xuân.

## Vấn đề môi trường
Thiên tai: Động đất ở các mức độ khác nhau và thường xuyên xảy ra. Lũ lụt và lở đất đôi khi xảy ra trong mùa xuân.
Các vấn đề môi trường hiện tại: thiếu cơ sở vệ sinh môi trường; tăng độ mặn của đất; ô nhiễm công nghiệp; sử dụng thuốc trừ sâu quá mức; một phần lưu vực của Biển Aral bị thu hẹp do sử dụng triệt để các nguồn nước sẵn có để tưới tiêu và ô nhiễm liên quan.
Các hiệp định quốc tế về môi trường:
Bên: Đa dạng sinh học, Biến đổi khí hậu, Hoang mạc hóa, Cải tạo môi trường, Bảo vệ tầng Ozone 

## Núi Pamir

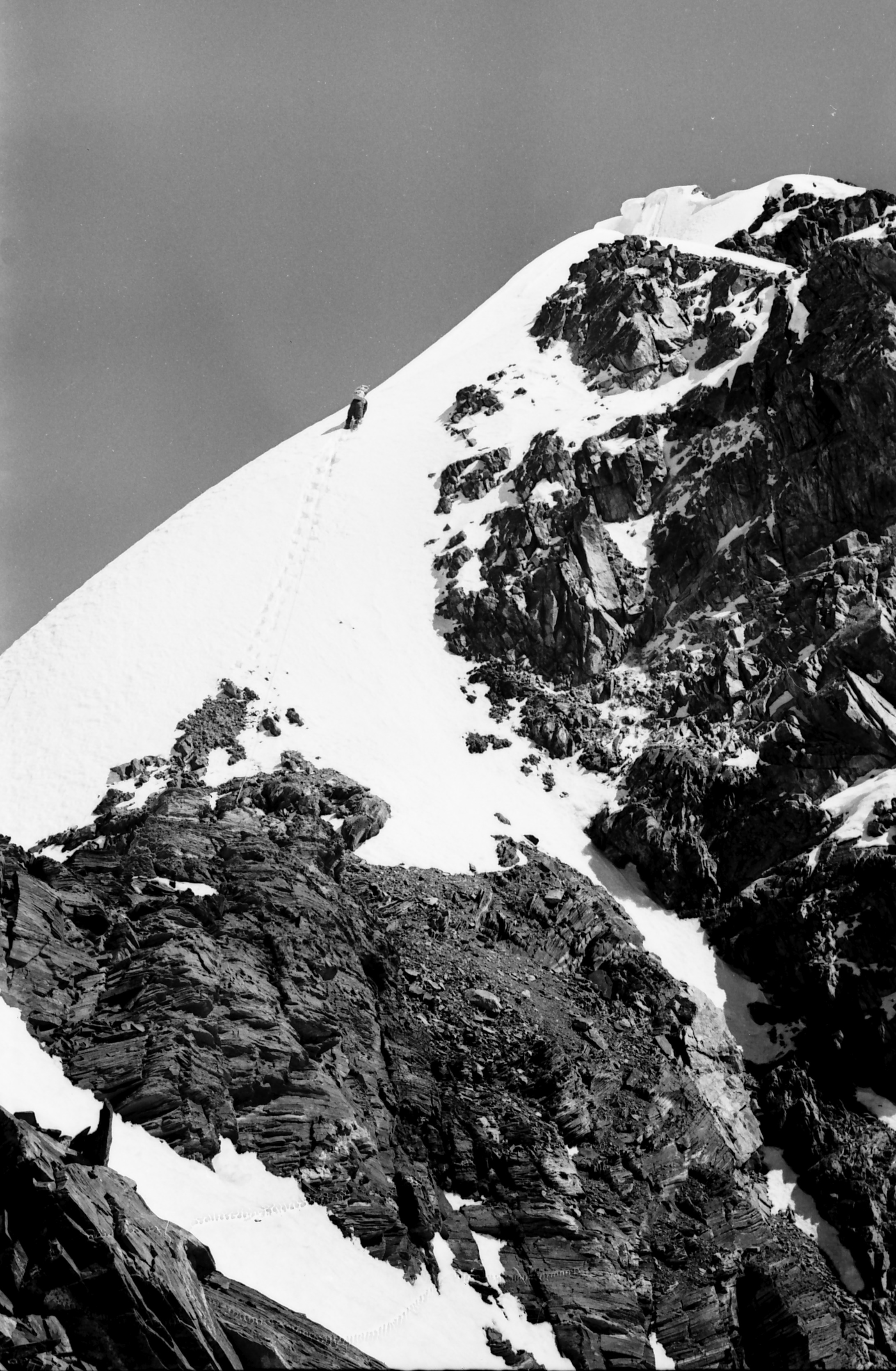
Tartu Ülikool 350 một đỉnh cao 6258 mét ở núi Pamir.

Tajikistan là nơi có những ngọn núi cao nhất thế giới, bao gồm dãy Pamir và Alay. 93% Tajikistan là núi với độ cao từ 300 m (980 ft) đến gần 7.500 m (24.600 ft), và gần 50% lãnh thổ Tajikistan đang ở trên 3.000 m (9.800 ft).
Các dãy núi lớn được cắt bởi hàng trăm hẻm núi và các hẻm núi ở cuối dòng chảy chảy vào các thung lũng sông lớn, nơi mà phần lớn các dân số nước này đang sống và làm việc. Dãy Pamir đặc biệt có rất nhiều sông băng, và Tajikistan là nơi có sông không ở vùng cực lớn nhất thế giới, sông băng Fedchenko.
Dãy núi Pamir ở Tajikistan nằm ở tỉnh Gorno-Badakhshan (GBAO) ở nửa phía đông của đất nước. Biên giới phía bắc được tạo thành bởi dãy Trans-Alay (đỉnh Độc lập 7.174 m (23.537 ft), đèo Kyzylart 4.280 m (14.040 ft)). Đỉnh cao nhất là đỉnh Ismail Samani (7.495 m (24.590 ft), ở cạnh phía tây bắc của GBAO. Nó nằm giữa đỉnh Ibn Sina (7.134 m (23.406 ft) nằm trên đường biên giới với Kyrgyzstan ở phía bắc và Peak Korzhenevskaya (7.105 m (23.310 ft)) trong dãy Viện hàn lâm Khoa học (6.785 m (22.260 ft)) về phía nam. Biên giới phía nam được tạo thành bởi những rặng núi phía bắc của dãy Karakoram với đỉnh Mayakovskiy (6.096 m (20.000 ft), đỉnh Karl Marx (6.726 m (22.067 ft), đỉnh Engels (6.510 m (21.360 ft) và Đỉnh Concord (5.469 m (17.943 ft) trải dài từ tây sang đông dọc theo biên giới với Afghanistan.

## Sông ngòi
Các con sông chính của Trung Á, sông Amu Darya và sông Syr Darya đều chảy qua Tajikistan, được cấp nước từ tuyết tan chảy và những dòng sông băng từ vùng núi của Tajikistan và Kyrgyzstan. Có hơn 900 con sông ở Tajikistan dài hơn 10 kilômét (6,2 mi).
Các con sông lớn nhất của Tajikistan là:

## Hồ
Khoảng 2% diện tích của đất nước được bao phủ bởi hồ:

## Khu vực và biên giới
Khu vực:
tổng: 143.100 km2 (55.300 dặm vuông Anh)
đất: 141.510 km2 (54.640 dặm vuông Anh)
nước: 2.590 km2 (1.000 dặm vuông Anh)
Ranh giới đất:
tổng cộng: 3.651 km (2.269 mi)
biên giới quốc gia: Afghanistan 1.206 km (749 mi), Trung Quốc 414 km (257 mi), Kyrgyzstan 870 km (540 mi), Uzbekistan 1.161 km (721 mi)
Bờ biển: 0 km (0 mi) (không giáp biển)
Hàng hải tuyên bố: không có (không giáp biển)
Độ cao thái cực:
điểm thấp nhất: sông Syr Darya 300 m (980 ft)
điểm cao nhất: Đỉnh Ismail Samani 7.495 m (24.590 ft)
Các đỉnh núi bao gồm: Đỉnh Ibn Sina 7.134 m (23.406 ft); Đỉnh Korzhenevskaya 7.105 m (23.310 ft); đỉnh Độc Lập 6.974 m (22.881 ft)

## Tài nguyên và sử dụng đất
Tài nguyên thiên nhiên:
thủy điện, một ít dầu mỏ, urani, thủy ngân, than nâu, chì, kẽm, antimon, wolfram, bạc, vàng
Sử dụng đất (dữ liệu năm 2006):
đất canh tác: 6%
trồng cây lâu năm: 1%
đồng cỏ: 21%
đất phi nông nghiệp: 72%
bao gồm cả khu rừng và rừng: 3%
Đất được tưới tiêu:
2006: 7.235 km2 (2.793 dặm vuông Anh)
Tổng nước tái tạo:
99,7 cu km (năm 1997)
Thiên tai:
động đất, lũ lụt